# Dvorska vas (gmina Velike Lašče)
Dvorska vas – wieś w Słowenii, w gminie Velike Lašče. W 2018 roku liczyła 121 mieszkańców.